# Unisem
Unisem București este o companie specializată în comerțul cu cereale din România.
Este specializată în comerțul cu ridicata al cerealelor, semințelor și furajelor.
Acționarul majoritar al companiei este SIF4 Muntenia (SIF4), care controlează 71,02% din capitalul social.
Acțiunile companiei se tranzacționează la categoria a doua a Rasdaq, sub simbolul UNISEM.
Cifra de afaceri:
- 2009: 28,9 milioane lei în primele nouă luni[1]
- 2006: 31,2 milioane lei[3]
- 2005: 35,5 milioane lei[3]

Venit net:
- 2006: 0,3 milioane lei[3]
- 2005: 0,5 milioane lei[3]